# Pterodroma cookii
Pterodroma cookii е вид птица от семейство Procellariidae. Видът е световно застрашен, със статут Уязвим.

## Разпространение
Видът е разпространен в Американска Самоа, Мексико, Малки далечни острови на САЩ, Нова Зеландия, Ниуе, Норфолк, Острови Кук, Перу, Питкерн, САЩ, Уолис и Футуна, Френска Полинезия и Чили.